# Brauerei Ernst Bauer

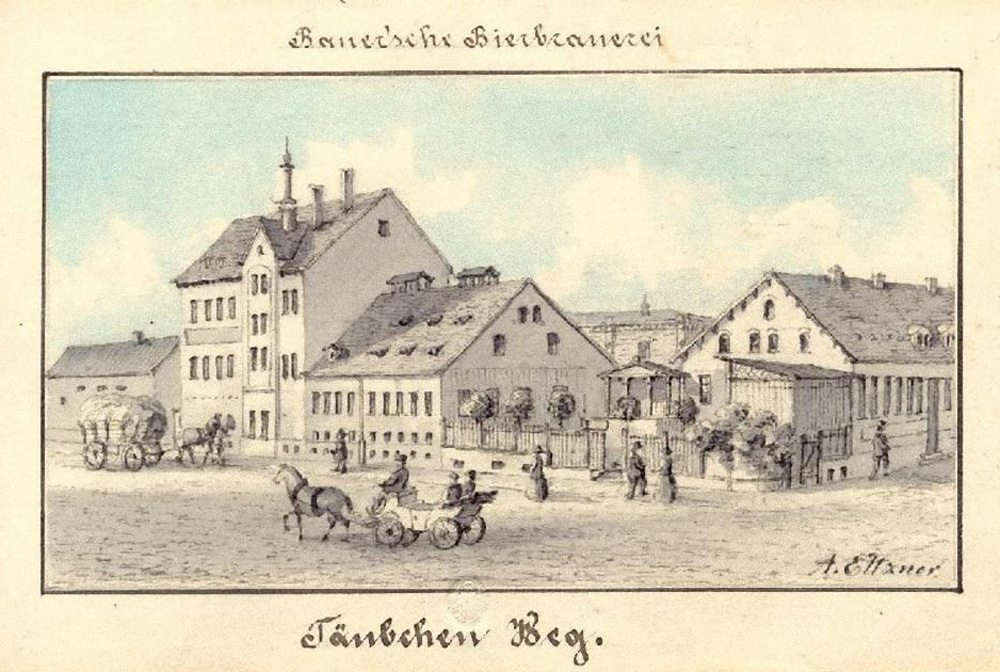
Die Brauerei um 1860, schon mit Ausschank an der Ecke

Die Brauerei um 1900

Die Brauerei Ernst Bauer KG war eine Privatbrauerei in Leipzig. Das Logo zeigte den Turm des Neuen Rathauses.

## Geschichte
Die Braurechte wurden von Friedrich August, König von Sachsen, am 10. Januar 1827 erteilt, die Brauerei wurde unter dem Namen Brauerei zur Stadt Altenburg, Traug. Heinr. Reinwarth, gegründet und hatte ihren Sitz am Peterssteinweg/Ecke heutige Beethovenstraße.
1852 wurde der Standort Täubchenweg in Leipzig bezogen. Seit dieser Zeit wurde hier in denkmalgeschützten Gebäuden nach dem traditionellen Brauverfahren gebraut. Als Brauerei Bauer firmierte das Unternehmen ab 1881, zunächst als Brauerei Ernst Louis Bauer, ab 1921 als Brauerei Ernst Bauer KG. Beliebt war schon von alters her die Gaststätte auf dem Brauereigelände an der Ecke Täubchenweg/Kurze Straße (seit 2001 Spohrstraße). Das erste Flaschenbier wurde 1904 abgefüllt. Im gleichen Jahr wurde die erste und 1911 die zweite große Dampfmaschine mit gekoppelter Linde-Kältemaschine in Betrieb genommen.
1935 wurde ein turmartiges Sudhaus errichtet, das für die bauliche Erscheinung der Brauerei charakteristisch wurde und auch später in ihrem Namen auftauchen sollte.
In der DDR wurde die Brauerei 1972 verstaatlicht und Bestandteil des VEB Getränkekombinat Leipzig. 1975 wurde sie mit den Brauereien Ermisch und Ulrich zum VEB Stadt-Brauerei Leipzig zusammengeschlossen und unter den Namen VEB Brauerei Turmquell bzw. ab 1974 als VEB Turmbräu Leipzig weiter betrieben, ab 1984 als Betriebsteil Turmbräu des Getränkekombinats.
Nach der Wende wurde  die Brauerei 1992 reprivatisiert und firmierte nun unter dem Namen Leipziger Familienbrauerei Ernst Bauer GmbH.
Jeder einzelne Biersud wurde auch nun immer noch separat nach der Hauptgärung in Gärbottichen mehrere Wochen lang in tiefen kalten Kellern gelagert. Die Brauerei besaß auch eigene Tiefbrunnen im Muldental. Alljährlich Ende September war es ein Traditionserlebnis, wenn die Brauerei Bauer mit einem historischen mit Holzfässern beladenen Pferdegespann am alten Rathaus vorfuhr, um mit einem prominenten Leipziger das erste Bockbier der neuen Saison anzuzapfen.
2008 wurde die Produktion am Täubchenweg in Leipzig wegen geogen vorhandener Schwefelionen im Brauwasser durch den Grundwasserbrunnen vom Leipziger Gesundheitsamt gestoppt. Seitdem wurde die Produktion als Lohnbrauerei im Brauhaus Hartmannsdorf des Mittweidaer Löwenbräu fortgeführt. 2010 erwarb  Löwenbräu schließlich alle Rechte an Markennamen und Rezepturen.
Der 2009 verstorbene Inhaber und Geschäftsführer Hans Bauer repräsentierte die achte Generation der bierbrauenden Familie.

Werbeanzeige der Brauerei Ernst Bauer, Leipzig, 1904
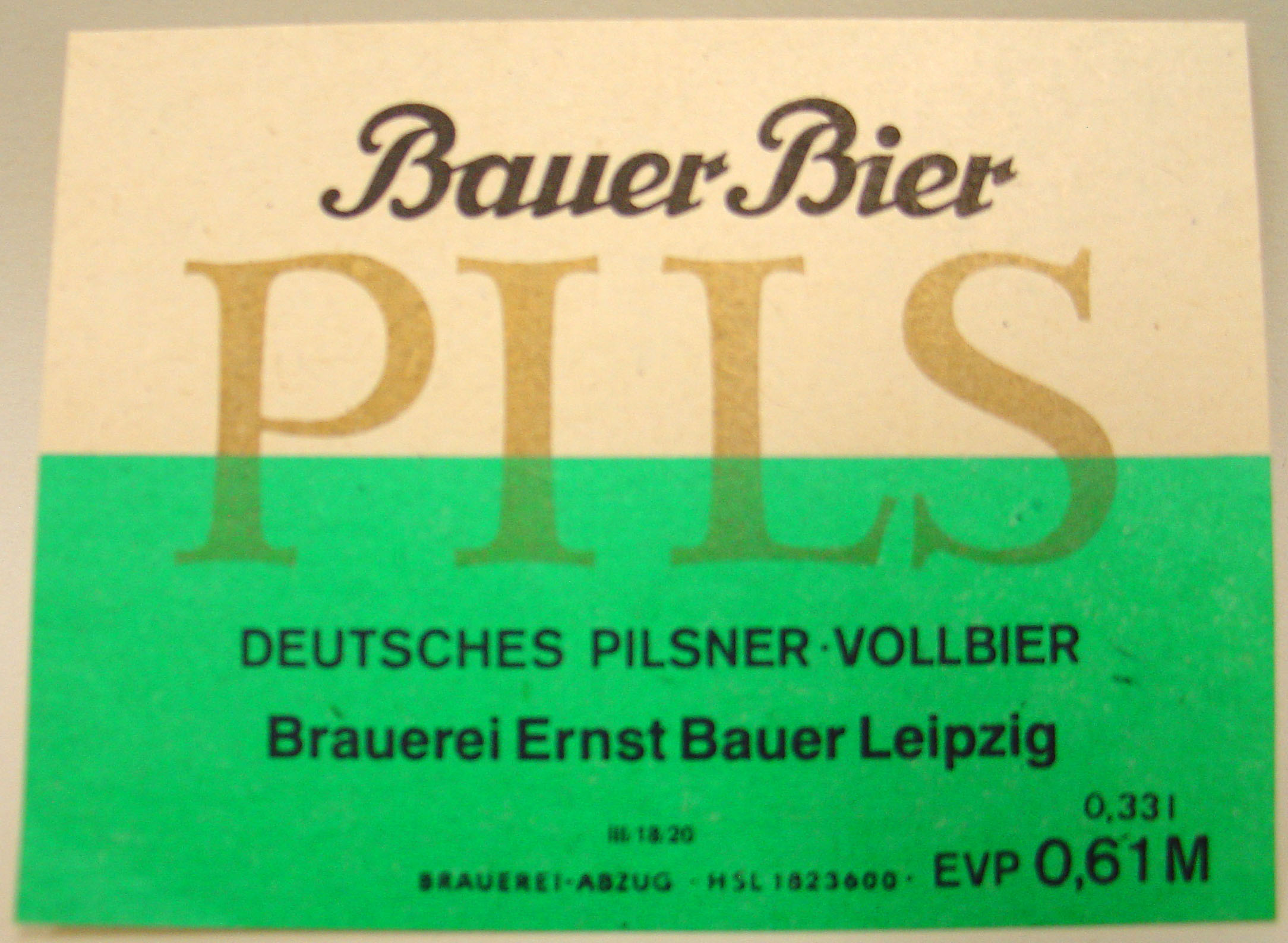
Pilsner Etikett (DDR, zwischen 1968 und 1972)
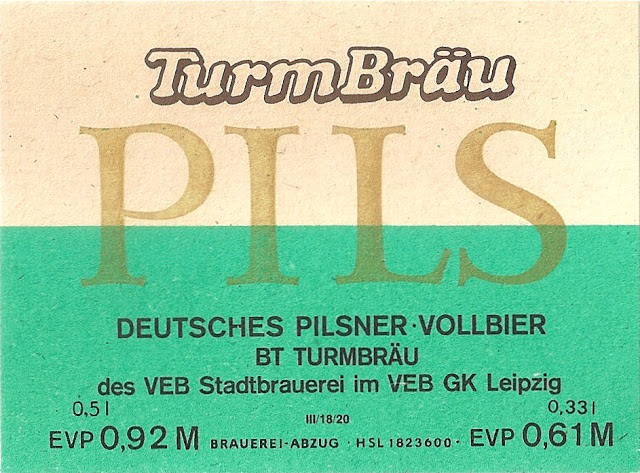
Pilsner Etikett der Brauerei (VEB Stadtbrauerei, BT Turmbräu im GK Leipzig)
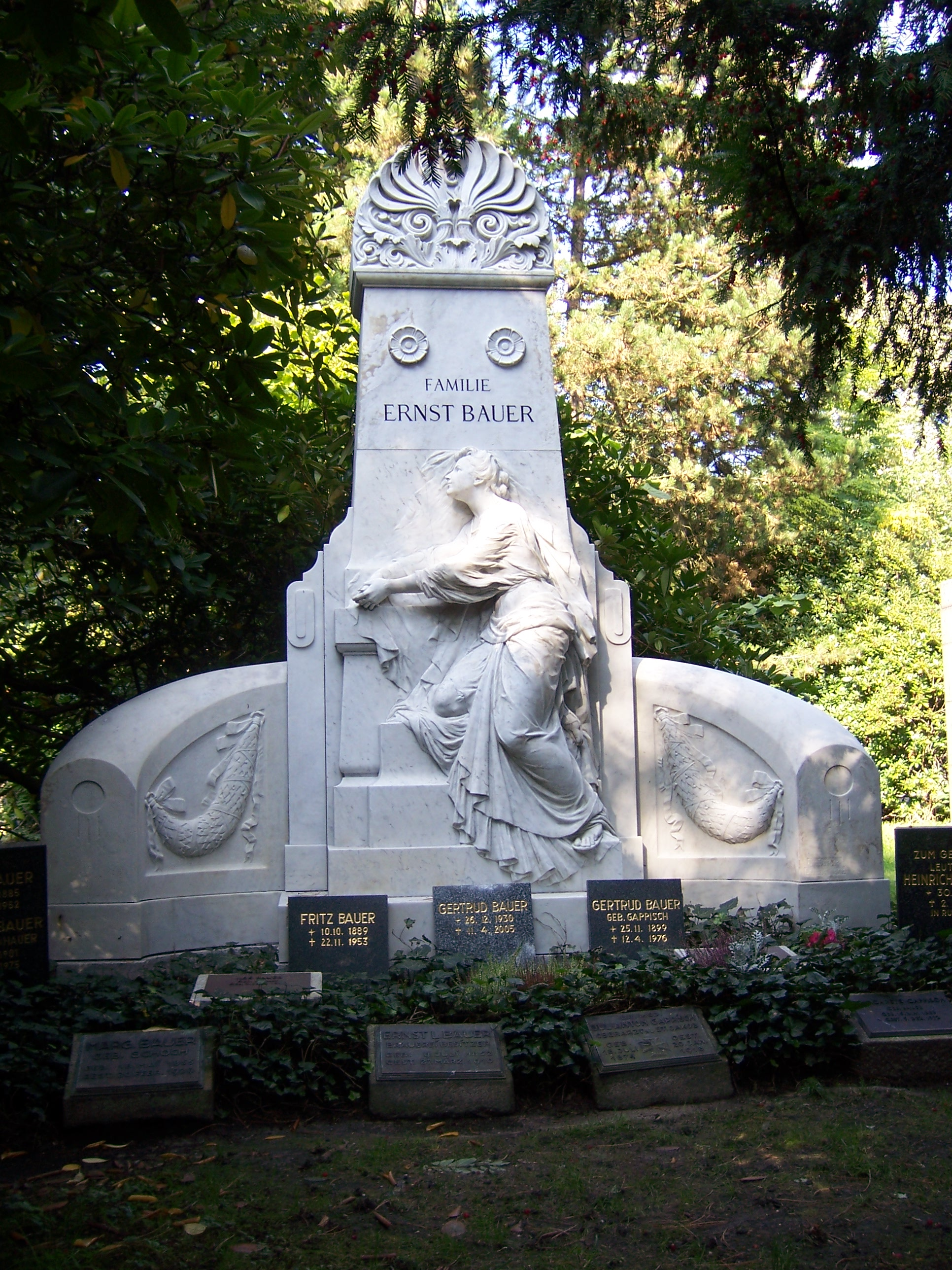
Familiengrabstätte Ernst Bauer auf dem Südfriedhof in Leipzig
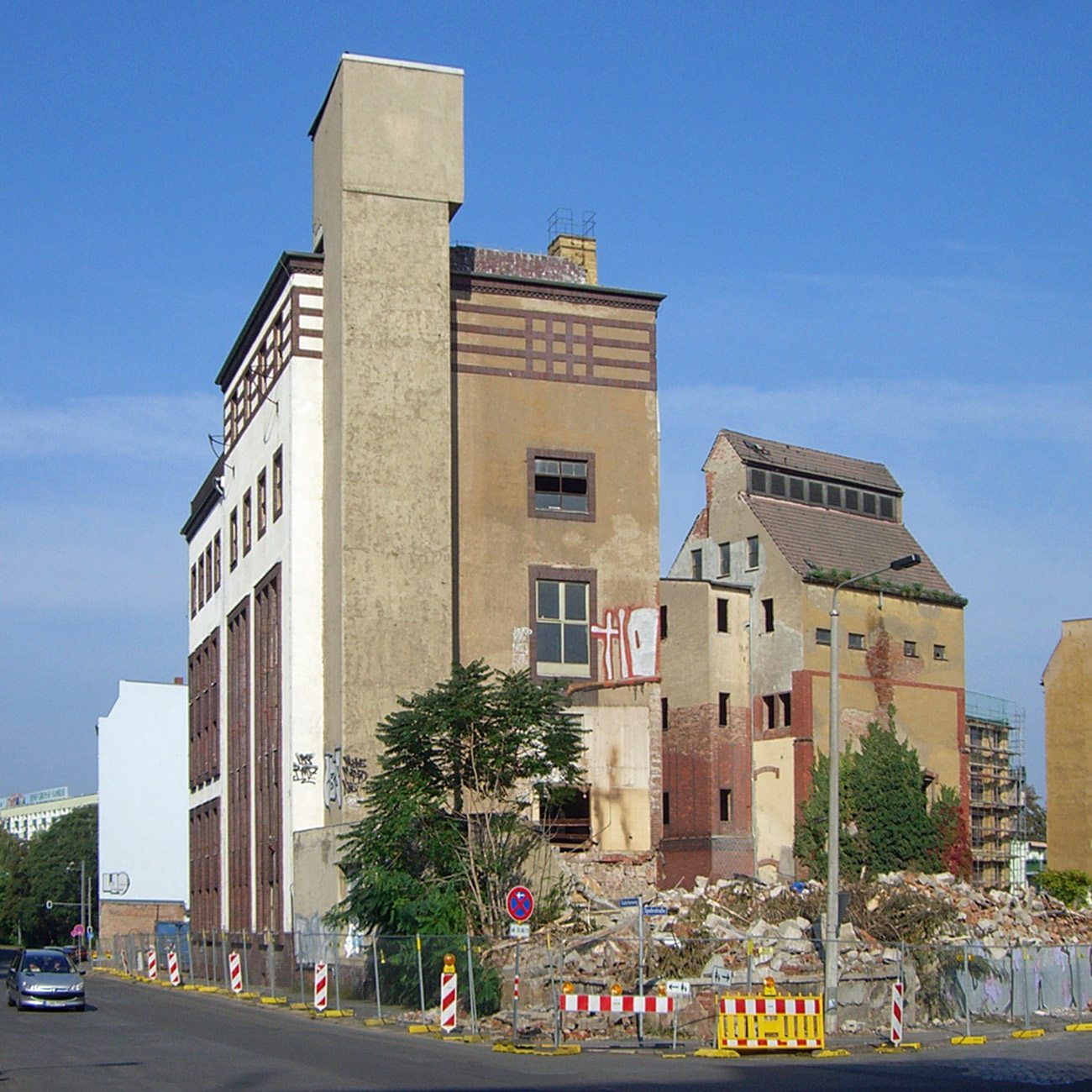
Das Gelände der ehemaligen Brauerei 2011
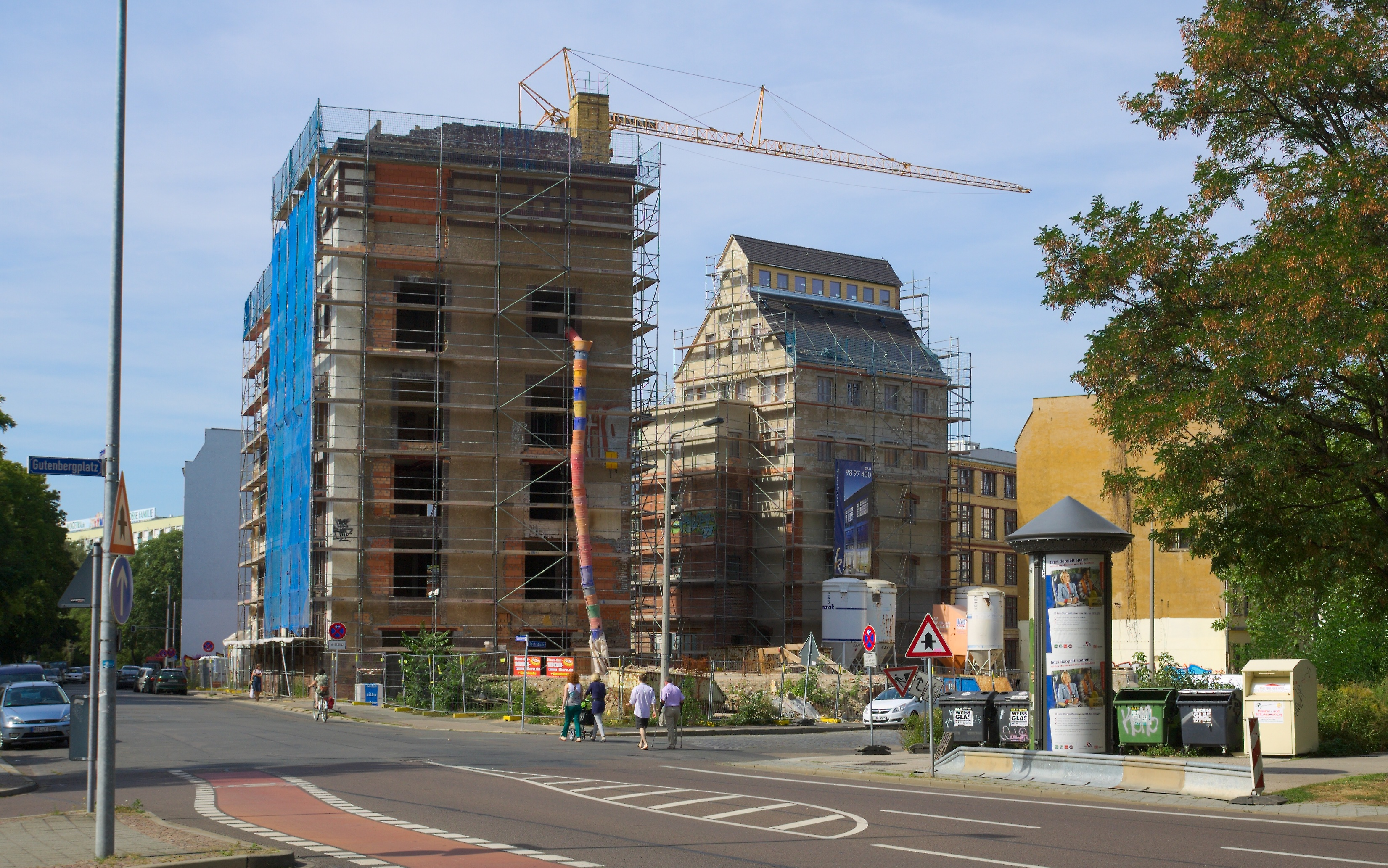
Ansicht im September 2012

## Produkte
Die Brauerei bot unter anderem die folgenden Biersorten an:
- Bauer Pils
- Bauer Hell
- Bauer Bock
- Bauer Malz (Einfachbier)
- Bauer Tafelbier
- Bauer Caramel Vollbier

Daneben stellte die Brauerei auch alkoholfreie Getränke her, wie Quick-Cola und rote  Fassbrause. Letztere war eine Art Himbeerlimonade. Nachdem dieses Produkt nach der Wiedervereinigung vom Markt verschwand, eine Nachfrage aber immer noch vorhanden war, griff das Unternehmen als erstes das Produkt wieder auf und bot es auf dem sächsischen Markt an.

## Weiternutzung der Gebäude
2011 hat ein Investor das Gelände mit der Absicht erworben, darauf Wohnungen einzurichten.  Dabei sollen die alten  Gebäude wie Sudhaus und Kühlturmgebäude aber nicht verschwinden. In den vier denkmalgeschützten Bestandsgebäuden der ehemaligen Brauerei sollen insgesamt 43 Wohnungen mit Tiefgarage im ehemaligen Bierkeller und Grünflächen und Gärten im Hof entstehen. Der Umbau hat im Jahr 2012 begonnen.